# Hrvatski Nogometni Klub Hajduk Split 2018-2019
Questa voce raccoglie le informazioni riguardanti l'Hrvatski Nogometni Klub Hajduk Split nelle competizioni ufficiali della stagione 2018-2019.

## Rosa
Aggiornata al 4 marzo 2019
| N. |                                 | Ruolo | Calciatore             |
| -- | ------------------------------- | ----- | ---------------------- |
| 1  | Croazia (bandiera)              | P     | Tomislav Duka          |
| 3  | Spagna (bandiera)               | D     | Borja López            |
| 4  | Croazia (bandiera)              | D     | Božo Mikulić           |
| 5  | Gambia (bandiera)               | C     | Hamza Barry            |
| 6  | Croazia (bandiera)              | C     | Darko Nejašmić         |
| 7  | Ungheria (bandiera)             | C     | Ádám Gyurcsó           |
| 8  | Macedonia del Nord (bandiera)   | A     | Mirko Ivanovski        |
| 10 | Croazia (bandiera)              | C     | Mijo Caktaš (capitano) |
| 11 | Croazia (bandiera)              | A     | Michele Šego           |
| 13 | Croazia (bandiera)              | P     | Goran Blažević         |
| 14 | Ucraina (bandiera)              | D     | Oleksandr Svatok       |
| 15 | Croazia (bandiera)              | C     | Ante Palaversa         |
| 17 | Croazia (bandiera)              | D     | Josip Juranović        |
| 18 | Bosnia ed Erzegovina (bandiera) | C     | Dino Beširović         |
| 19 | Croazia (bandiera)              | A     | Ivan Delić             |

| N. |                      | Ruolo | Calciatore        |
| -- | -------------------- | ----- | ----------------- |
| 21 | Brasile (bandiera)   | A     | Jairo da Silva    |
| 23 | Australia (bandiera) | C     | Anthony Kalik     |
| 24 | Croazia (bandiera)   | C     | Stanko Jurić      |
| 25 | Albania (bandiera)   | C     | Emir Sahiti       |
| 29 | Austria (bandiera)   | D     | Stipe Vučur       |
| 31 | Germania (bandiera)  | D     | André Fomitschow  |
| 32 | Croazia (bandiera)   | D     | Fran Tudor        |
| 33 | Croazia (bandiera)   | D     | Domagoj Bradarić  |
| 34 | Albania (bandiera)   | D     | Ardian Ismajli    |
| 40 | Croazia (bandiera)   | P     | Marin Ljubić      |
| 47 | Albania (bandiera)   | A     | Francesco Tahiraj |
| 70 | Croazia (bandiera)   | P     | Josip Posavec     |
| 91 | Croazia (bandiera)   | A     | Tonio Teklić      |
| 93 | Libano (bandiera)    | C     | Bassel Jradi      |

## Risultati

### HT Prva liga
| Arbitro: | Fran Jović (Zagabria) |

|                                                               |           |           |
| Henty 19’ Mudražija 21’ Hajradinović 65’ (rig.) Tomelin 90+3’ | Marcatori | 12’ Nižić |

| Arbitro: | Damir Batinić (Osijek) |

|           |           |                |
| Jurić 44’ | Marcatori | 57’ Krstanović |

| Arbitro: | Igor Pajač (Zagabria) |

|            |           |                   |
| Puljić 62’ | Marcatori | 87’ (rig.) Caktaš |

| Arbitro: | Marin Vidulin (Kanfanar) |

|  |           |                               |
|  | Marcatori | 26’ Miya 40’ (rig.) Zwoliński |

| Arbitro: | Tihomir Pejin (Donji Miholjac) |

|                         |           |                                    |
| Andrić 15’ Vukčević 57’ | Marcatori | 49’ Palaversa 75’ (rig.) Ivanovski |

| Arbitro: | Ivan Bebek (Fiume) |

|           |           |           |
| Delić 17’ | Marcatori | 33’ Jairo |

| Arbitro: | Damir Batinić (Osijek) |

|                                      |           |            |
| Caktaš 20’, 74’ (rig.) Ivanovski 61’ | Marcatori | 90’ Andrey |

| Arbitro: | Igor Pajač (Sveti Ivan Zelina) |

|                             |           |                                     |
| J. Rodriguez 40’ Mierez 52’ | Marcatori | 21’, 25’ Gyurcsó 36’, 65’ Ivanovski |

| Spalato 29 settembre 2018, ore 16:30 CEST (UTC+2) 9ª giornata | Hajduk Spalato     | 0 – 0 referto | Dinamo Zagabria | Stadio municipale di Poljud (21 472 spett.)\| Arbitro: \| Ivan Bebek (Fiume) \| |
| Arbitro:                                                      | Ivan Bebek (Fiume) |               |                 |                                                                                 |

| Arbitro: | Ivan Bebek (Fiume)) |

|  |           |                     |
|  | Marcatori | 36’ Boban 60’ Marić |

| Arbitro: | Damir Batinić (Osijek) |

|                       |           |  |
| Drožđek 24’ Uzuni 69’ | Marcatori |  |

| Arbitro: | Tihomir Pejin (Donji Miholjac) |

|                 |           |                   |
| Said 28’ (rig.) | Marcatori | 50’ (rig.) Gorgon |

| Arbitro: | Fran Jović (Zagabria) |

|              |           |           |
| Atiemwen 14’ | Marcatori | 31’ Jairo |

| Arbitro: | Damir Batinić (Osijek) |

|                                  |           |  |
| Palaversa 19’ Jairo 48’ Said 65’ | Marcatori |  |

| Arbitro: | Marin Vidulin (Kanfanar) |

|                    |           |                           |
| Said 44’ Jairo 74’ | Marcatori | 31’ M. Lima 65’ Bogojević |

| Arbitro: | Marko Matoc (Zaprešić) |

|             |           |                                            |
| Tomičić 82’ | Marcatori | 7’ (aut.) Obanor 24’ Caktaš 64’, 69’ Jairo |

| Arbitro: | Dalibor Mlakar (Zagabria) |

|                                           |           |             |
| Vučur 67’ Caktaš 76’ (rig.) Ivanovski 84’ | Marcatori | 51’ Fuentes |

| Arbitro: | Ivan Bebek (Fiume) |

|             |           |  |
| Kądzior 49’ | Marcatori |  |

| Arbitro: | Ivan Bebek (Fiume) |

|  |           |            |
|  | Marcatori | 49’ Caktaš |

| Arbitro: | Damir Batinić (Osijek) |

|                        |           |           |
| Ismajli 42’ Caktaš 63’ | Marcatori | 52’ Uzuni |

| Fiume 16 febbraio 2019, ore 15:00 CET (UTC+1) 21ª giornata | Rijeka                | 0 – 0 referto | Hajduk Spalato | Stadion Rujevica (6 527 spett.)\| Arbitro: \| Fran Jović (Zagabria) \| |
| Arbitro:                                                   | Fran Jović (Zagabria) |               |                |                                                                        |

| Spalato 23 febbraio 2019, ore 17:30 CET (UTC+1) 22ª giornata | Hajduk Spalato           | 0 – 0 referto | HNK Gorica | Stadio municipale di Poljud (6 708 spett.)\| Arbitro: \| Marin Vidulin (Kanfanar) \| |
| Arbitro:                                                     | Marin Vidulin (Kanfanar) |               |            |                                                                                      |

| Arbitro: | Ivan Bebek (Fiume) |

|              |           |                           |
| Tsonev 90+4’ | Marcatori | 14’, 20’ Jairo 52’ Caktaš |

| Arbitro: | Fran Jović (Zagabria) |

|                  |           |                       |
| Jelić 57’ (rig.) | Marcatori | 88’ Jurić 90+2’ Tudor |

| Arbitro: | Marko Matoc (Zaprešić) |

|                             |           |  |
| Caktaš 32’, 90+1’ Jairo 80’ | Marcatori |  |

| Arbitro: | Ivan Vučković (Zagabria) |

|  |           |                       |
|  | Marcatori | 11’ Jairo 90’ Gyurcsó |

| Arbitro: | Damir Batinić (Osijek) |

|  |           |                |
|  | Marcatori | 26’ Gavranović |

| Spalato 7 aprile 2019, ore 19:00 CEST (UTC+2) 28ª giornata | Hajduk Spalato                 | 0 – 0 referto | Osijek | Stadio municipale di Poljud (7 862 spett.)\| Arbitro: \| Igor Pajač (Sveti Ivan Zelina) \| |
| Arbitro:                                                   | Igor Pajač (Sveti Ivan Zelina) |               |        |                                                                                            |

| Arbitro: | Ivan Bebek (Fiume) |

|  |           |           |
|  | Marcatori | 80’ Jairo |

| Arbitro: | Fran Jović (Zagabria) |

|                                    |           |  |
| Jurić 2’ Hamza 30’ Caktaš 45’, 50’ | Marcatori |  |

| Arbitro: | Damir Batinić (Osijek) |

|                                    |           |  |
| Miya 11’, 47’ Zwolinski 45’ (rig.) | Marcatori |  |

| Arbitro: | Fran Jović (Zagabria) |

|                                  |           |                                |
| Muhar 32’ (aut.) Caktaš 44’, 71’ | Marcatori | 13’ (aut.) Svatok 90+2’ Tsonev |

| Arbitro: | Ivan Vučković (Zagabria) |

|                     |           |  |
| Jradi 51’ Jairo 66’ | Marcatori |  |

| Arbitro: | Igor Pajač (Sveti Ivan Zelina) |

|                |           |                                |
| Lisakovich 62’ | Marcatori | 17’, 58’, 65’ Caktaš 66’ Jradi |

| Arbitro: | Tihomir Pejin (Donji Miholjac) |

|                                                 |           |            |
| Caktaš 48’ Gyurcsó 56’ Jairo 77’ Nejašmić 90+3’ | Marcatori | 6’ Ivančić |

| Arbitro: | Ivan Bebek (Fiume) |

|                                  |           |            |
| Hajrović 20’ Gavranović 49’, 57’ | Marcatori | 68’ Caktaš |

Fonte:

### Coppa di Croazia
| Arbitro: | Marko Matoc (Zaprešić) |

|  |           |                           |
|  | Marcatori | 49’ Jradi 67’ (rig.) Said |

| Arbitro: | Dalibor Mlakar (Zagabria) |

|                      |           |                     |
| Ivanovski 13’ (aut.) | Marcatori | 87’ Said 119’ Jurić |

| Arbitro: | Igor Pajač (Sveti Ivan Zelina) |

|                      |           |             |
| Bočkaj 27’ Henty 39’ | Marcatori | 64’ Gyurcsó |

Fonte: Federazione calcistica croata

### UEFA Europa League

#### Secondo turno preliminare
| Arbitro: | István Kovács |

|          |           |  |
| Said 79’ | Marcatori |  |

| Arbitro: | Daniele Doveri |

|                                |           |                                  |
| G. Ivanov 45’ (rig.) Yomov 70’ | Marcatori | 25’ Jurić 55’ (rig.), 87’ Caktaš |

#### Terzo turno preliminare
| Spalato 9 agosto 2018, ore 20:45 CEST (UTC+2) Andata | Hajduk Spalato | 0 – 0 referto | Steaua Bucarest | Stadio municipale di Poljud (25 764 spett.)\| Arbitro: \| Tiago Martins \| |
| Arbitro:                                             | Tiago Martins  |               |                 |                                                                            |

| Arbitro: | Juan Martínez Munuera |

|                           |           |          |
| Gnohéré 55’ (rig.), 90+3’ | Marcatori | 82’ Said |

Fonte: uefa.com